# Kurfürstliches Schloss (Mainz)

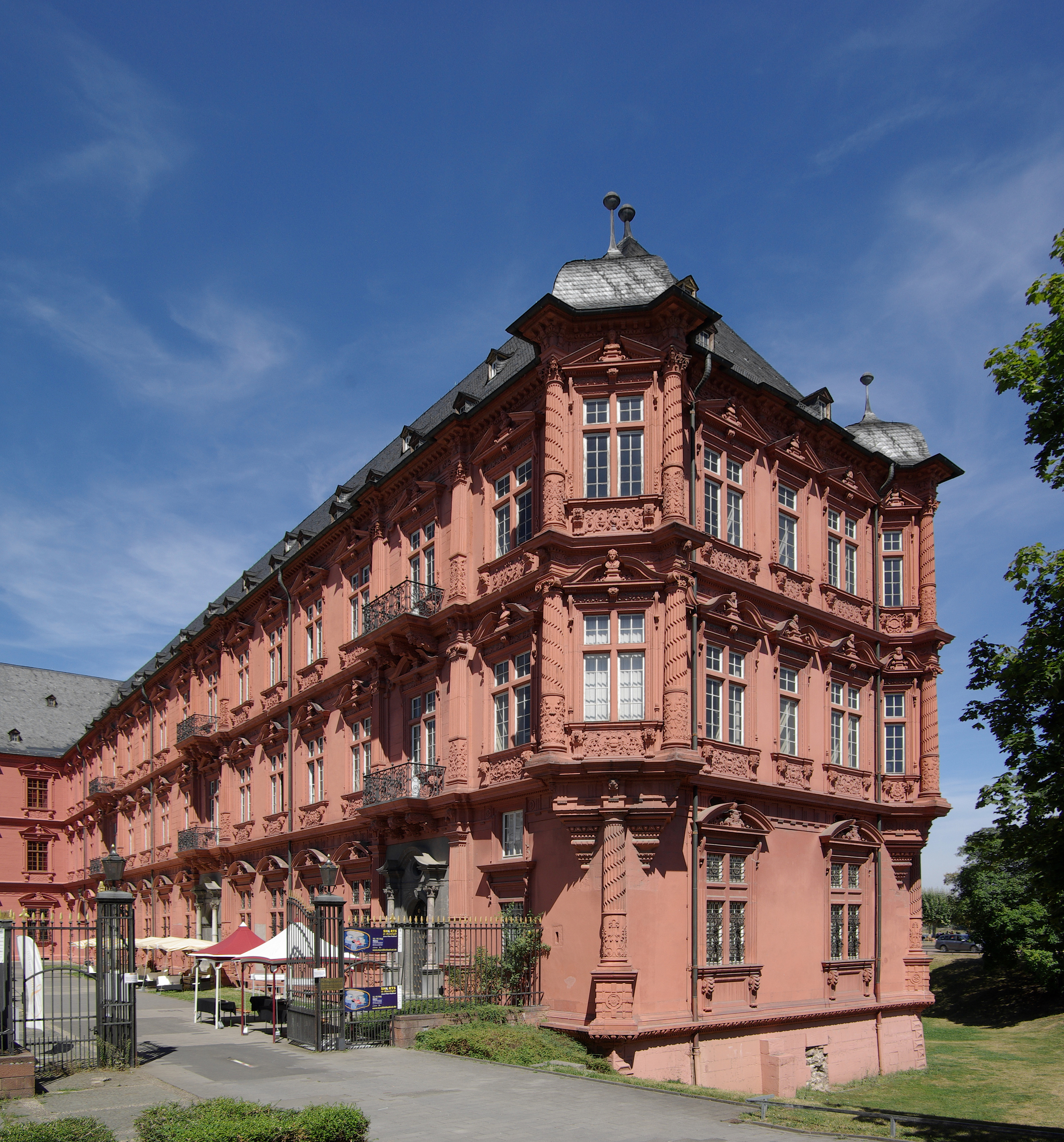
Das Kurfürstliche Schloss von Süden

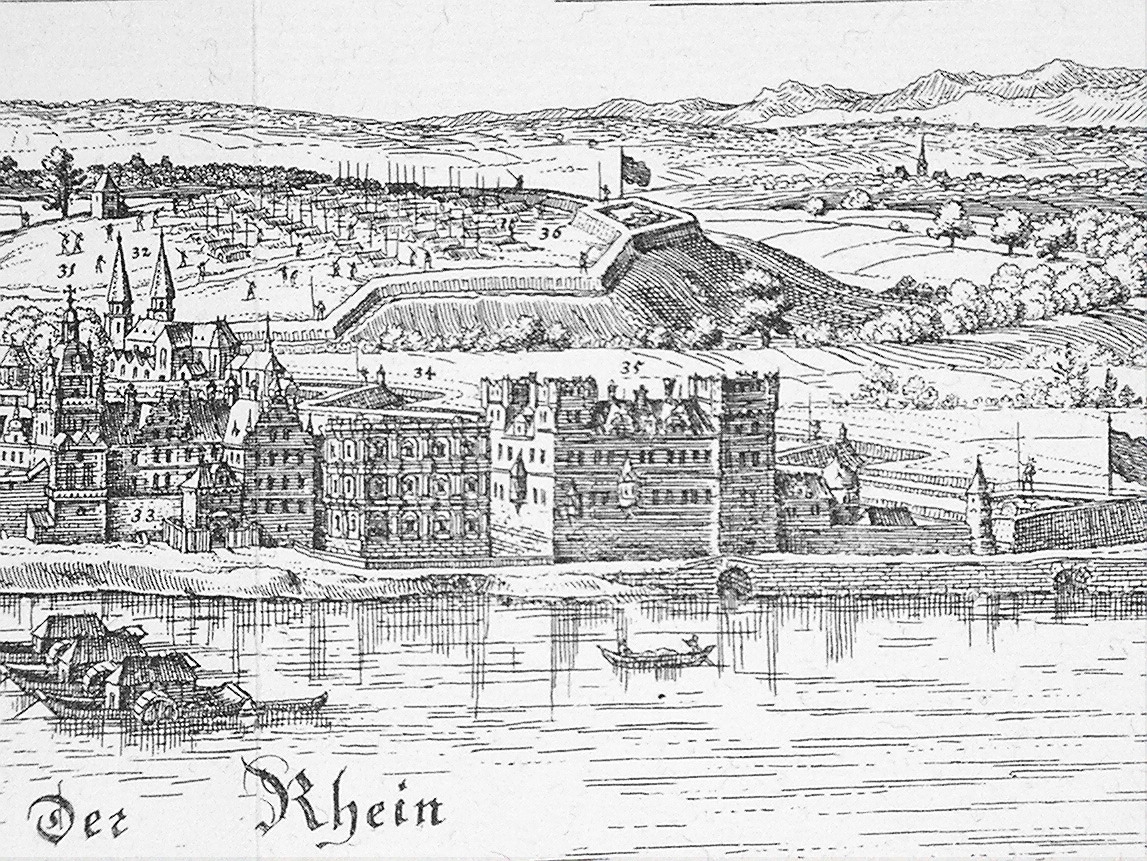
Die Martinsburg von 1675, die mit dem Kurfürstlichen Schloss lange Zeit eine Einheit bildete

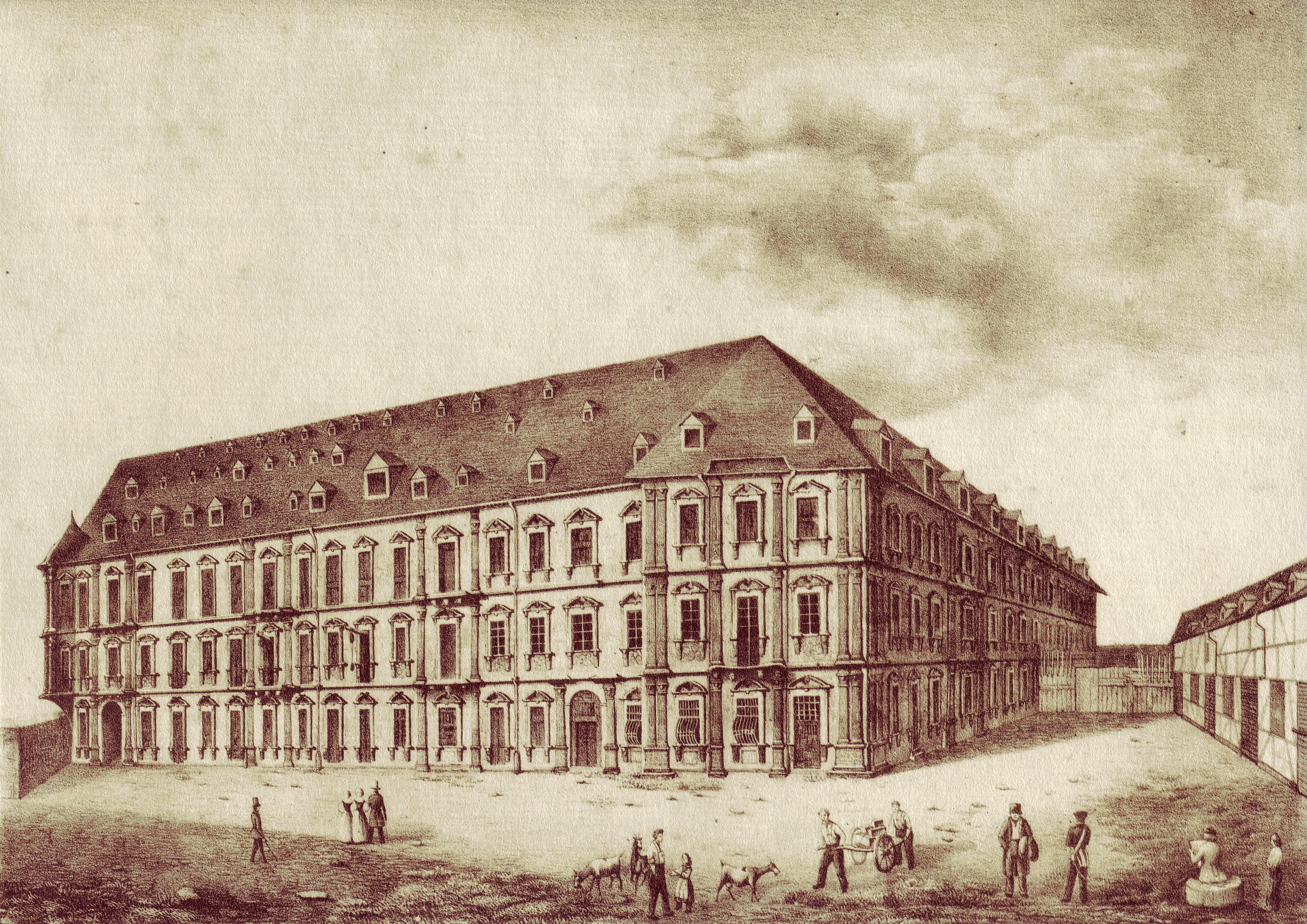
Historische Abbildung des Residenzschlosses

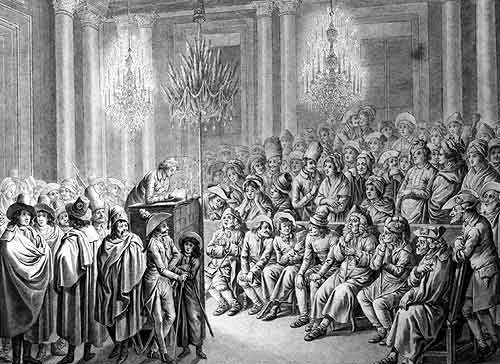
Versammlung des Mainzer Jakobinerklubs im ehemaligen kurfürstlichen Schloss. Friedrich Georg Pape trug seine Thesen zum Verhältnis der französischen Verfassung zur katholischen Kirche dort am 25. November 1792 vor

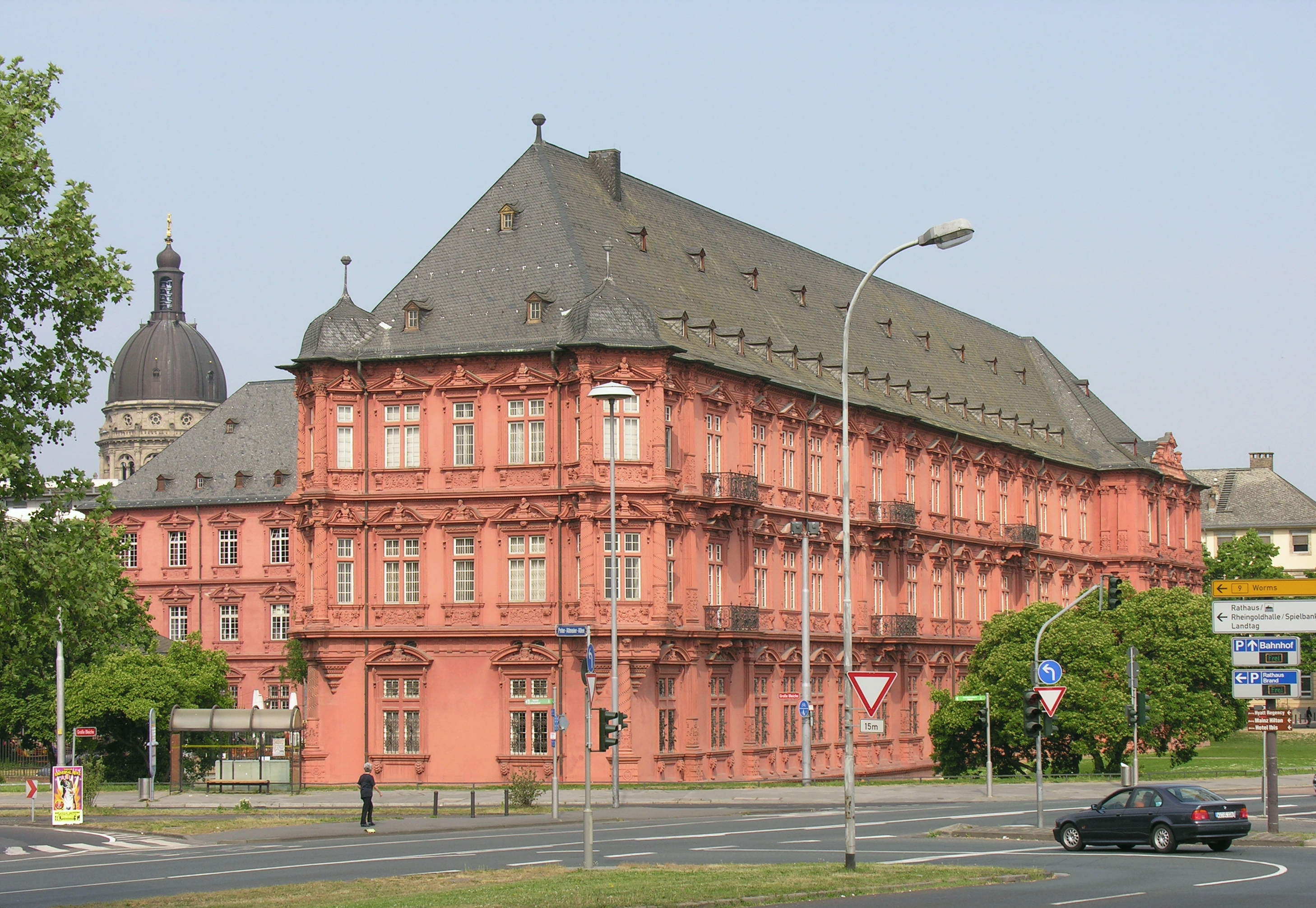
Das Kurfürstliche Schloss von Südost

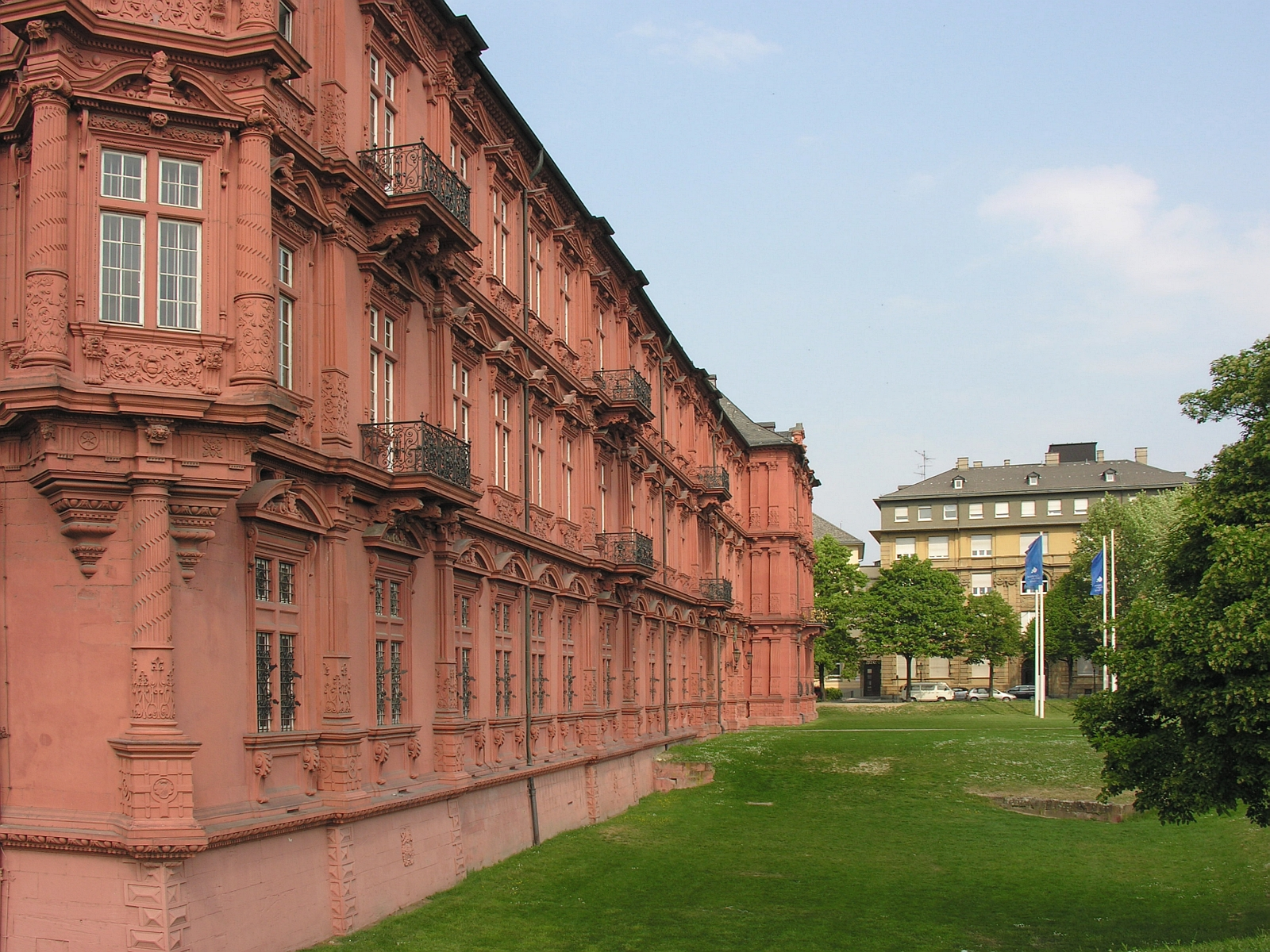
Die dem Rhein zugewandte Ost-Fassade des Schlosses

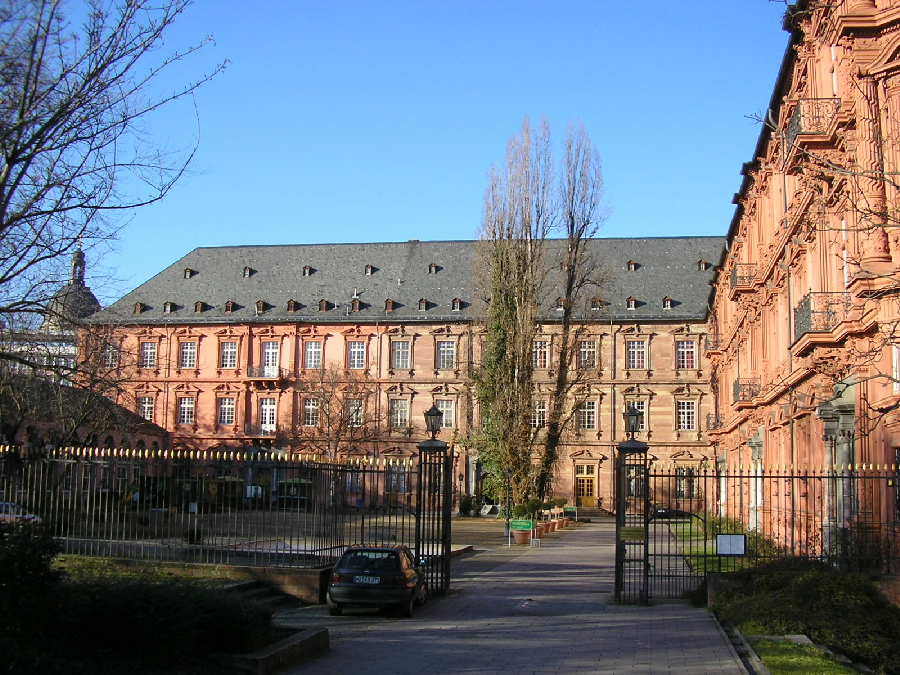
Ehrenhof

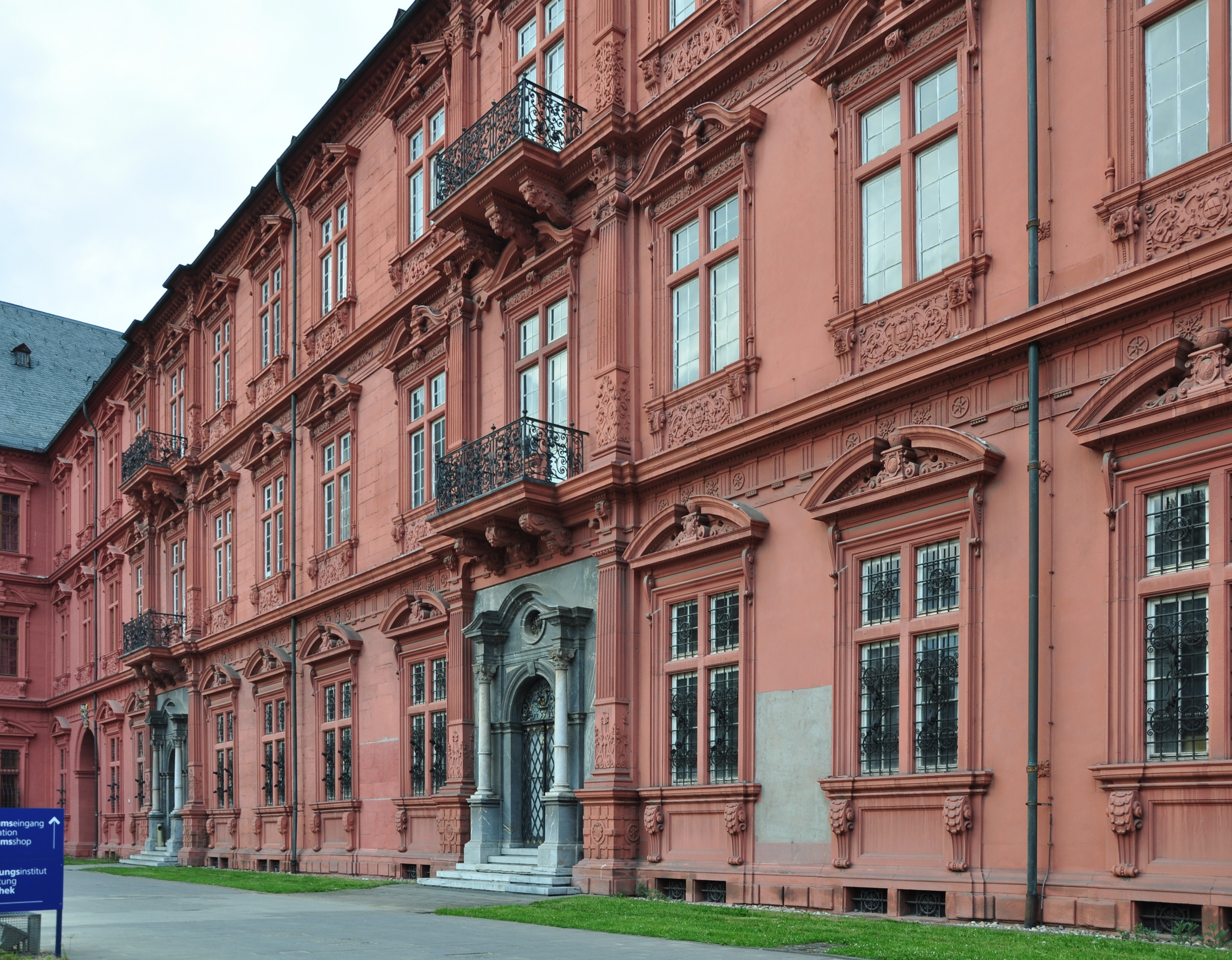
Details der hofseitigen Fassade des Rheinflügels

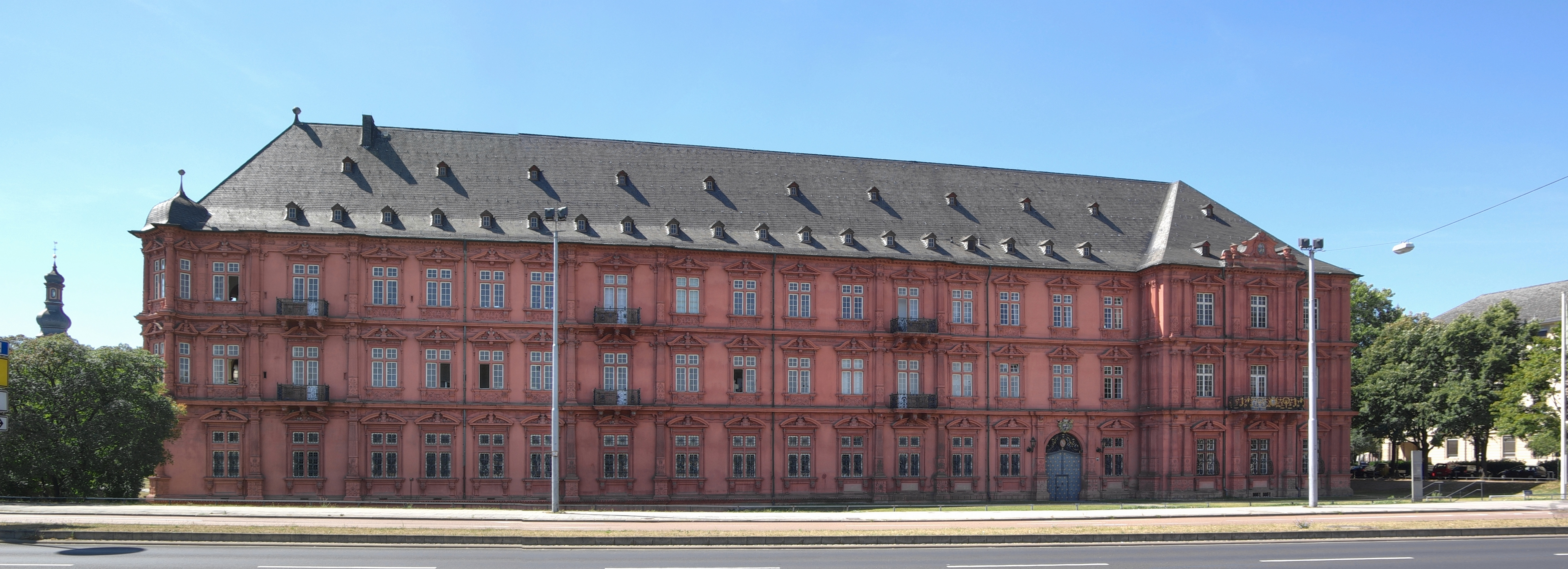
Ansicht von Nordost

Das Kurfürstliche Schloss zu Mainz ist die ehemalige Stadtresidenz der Mainzer Erzbischöfe, die als solche auch Kurfürsten und Landesherren des Mainzer Kurstaates waren.

## Geschichte
Ursprünglich wohnte der Mainzer Erzbischof direkt am Dom. Davon zeugt noch heute die alte Privatkapelle (um 1137) am Mainzer Dom. 1475 jedoch wählte das Mainzer Domkapitel Diether von Isenburg (zum zweiten Mal) zum neuen Erzbischof. In seiner Wahlkapitulation musste dieser die Stadt Mainz dem Domkapitel übergeben (was wegen eines Bürger-Aufstandes allerdings nur bis 1476 Bestand hatte), darüber hinaus verpflichtete er sich, in der Stadt eine Burg zu errichten. Der Bau wurde 1478 begonnen, errichtet wurde die Martinsburg am Rheinufer. 1480 war sie vollendet. Von da an residierten die Erzbischöfe bevorzugt dort oder auch in der kurfürstlichen Zweit-Residenz, dem Aschaffenburger Schloss. Mainz wurde so kurfürstlich-erzbischöfliche Residenzstadt. Nach den Zerstörungen im Zweiten Markgrafenkrieg 1552 wurde die Burg im Renaissancestil restauriert, Erzbischof Daniel Brendel von Homburg errichtete um 1580 außerdem die Schlosskirche St. Gangolph und ein Kanzleigebäude, in dem 1632 der exilierte Kurfürst Friedrich V. von der Pfalz verstarb.  Diese Bauten und die Martinsburg wurden unter Napoléon Bonaparte während der französischen Besetzung der Stadt von 1798 bis 1814 sämtlich zerstört, meist um Prunkstraßen zu errichten.
Jedoch hatte man schon 1627 (im Dreißigjährigen Krieg) unter Erzbischof Georg Friedrich von Greiffenklau mit einem neuen Schlossbau begonnen, dessen Rheinflügel jedoch erst 1687 vollendet wurde. Als Baumeister ist ein Kapuzinerpater Matthias von Saarburg ermittelt. Bedingt durch den Dreißigjährigen Krieg und den 1688 beginnenden Pfälzischen Erbfolgekrieg wurde der Bau mehrmals verzögert, bzw. wurde von einer Fortführung abgesehen. Zwar ist der Originalplan nicht bekannt, jedoch kann man davon ausgehen, dass wie in Aschaffenburg, wo nach Zerstörungen im Markgrafenkrieg bereits 1604 mit einer neuen Residenz begonnen wurde, eine Vier-Flügel-Anlage geplant war. Wegen der Verzögerungen blieb vermutlich auch die Martinsburg zunächst stehen.
Mit ein Grund für die erst späte Weiterführung des Baues ist neben den Kriegen und Zerstörungen im Pfälzischen Erbfolgekrieg auch darin zu sehen, dass viele Kurfürsten dieser Periode ihre Bauanstrengungen auf repräsentative Adelshöfe und vor allem das um 1700 unter Lothar Franz von Schönborn begonnene Lustschloss Favorite vor der Stadt gegenüber der Mainmündung richteten. Diese Residenz wurde 1793 bei der Belagerung der Stadt durch Koalitionstruppen zerstört.
Der Nordflügel des Kurfürstlichen Schlosses war im Wesentlichen bereits 1752 fertig und wurde in den Folgejahren ausgestattet. Mit dem vom Rhein wegführenden Flügel wurde dann erst unter den Erzbischöfen Johann Friedrich Karl von Ostein (1743–1763) und Friedrich Karl Joseph von Erthal (1774–1802) begonnen. Zu der barocken Anlage gehörte benachbart auch ein Hofgarten, von dem aber nichts erhalten ist.
Mainz wurde während der Revolutionskrieg von französischen Truppen besetzt. Napoleon I., der die Stadt zu einer repräsentativen Metropole ausbauen wollte (Boulevard de l’Empire), ließ die Martinsburg 1809 abtragen, so dass der rheinseitige Flügel seitdem freisteht.
Im Zweiten Weltkrieg wurde das Schloss bei einem Luftangriff im August 1942 stark zerstört und brannte zwei Tage lang aus. Nur die Fassaden und Teile der Treppenanlagen blieben erhalten. Nach dem Krieg wurde zunächst der Nordflügel wiederhergestellt, und 1950 feierte man hier wieder Fassenacht. Lediglich das Äußere wurde originalgetreu wiederhergerichtet; das völlig vernichtete Innere wurde dagegen zweckmäßig ausgestattet. Im Ostflügel befindet sich heute das Römisch-Germanische Zentralmuseum, im Nordflügel befindet sich der bekannte, „Akademiesaal“ genannte Veranstaltungssaal, in dem die traditionelle Gemeinschaftssitzung „Mainz bleibt Mainz, wie es singt und lacht“ der vier Mainzer Karnevalsvereine stattfindet, welche seit 1973 jedes Jahr live im Fernsehen übertragen wird.
Seit einigen Jahren besteht dringender Sanierungsbedarf; eine Sanierung ist aus Finanznot der Stadt aber mehrfach verschoben worden. Die Fassade bröckelt, besonders die Nordseite ist stark vom Verfall betroffen. Gesimse und Details des aus Mainsandstein bestehenden Gebäudes lösen sich auf. Auf Initiative der Deutschen Stiftung Denkmalschutz betreiben auch das Land Rheinland-Pfalz sowie das private Denkmal-Netzwerk die Restaurierung des Schlosses. Eine geplante Fassadensanierung und Umgestaltung ist auf die Jahre 2010/2011 verschoben worden. Im Dezember 2010 wurde bekannt, dass die Gelder für die Schlosssanierung 2011 erneut nicht fließen werden.
Die Sanierungsarbeiten an der Hofseite des Schlosses wurde 2013 fertiggestellt. Die Sanierung von 17 Fensterachsen kostete 2,6 Millionen Euro.

## Der Bau
Stilistisch ist das Kurfürstliche Schloss eines der letzten Bauwerke der so genannten „Deutschen Renaissance“. Der später errichtete Nordflügel ist diesem Stil angeglichen. Der Außenbau mit seinen Erkertürmchen an allen Ecken ist mit reichem Baudekor (vor allem bei den Fenstern) ausgestattet. Er wurde inklusive der Dächer original wiederhergestellt. Im Inneren gab es einst ein großes Haupttreppenhaus von Balthasar Neumann, das während der französischen Herrschaft beseitigt wurde.

## Sonstiges
Im Schloss wurde am 23. Oktober 1792 der Mainzer Jakobinerklub gegründet, der erste Jakobinerklub auf deutschem Boden.
Das Schloss wird durch die mainzplus Citymarketing GmbH als Tagungs- und Veranstaltungsort vermarktet.